# Поль По
Поль-Марі-Сезар Жеральд По (фр. Paul Marie César Gérald Pau; 29 листопада 1848, Монтелімар, Друга Французька республіка — 22 серпня 1932, Париж, Третя Французька республіка) — французький воєначальник Першої світової війни, дивізійний генерал (1903).

## Біографія
Народився у сім'ї військового, капітана 68-го піхотного полку французької армії.
У 1869 році закінчив Сен-Сірську військову школу, після чого був направлений на військову службу у 78-й піхотний полк. Учасник франко-прусської війни 1870—1871 років, відзначився під час битви при Фроєнтвіллері в ході якої втратив праву руку. У 1871 році брав участь у придушенні Паризької комуни, був нагороджений орденом Почесного легіону. Після завершення бойових дій продовжив військову службу, служив в Алжирі.
Із 1894 року — командир 54-го піхотного полку. Із 1897 року — бригадний генерал. Із 1902 року — командир 14-ї піхотної дивізії. Із 1903 року — дивізійний генерал. Із 1906 року командував 16-м армійським корпусом, а з 1907 року очолював 20-й армійський корпус. Із 1909 року був членом Вищої військової ради. Із 1913 року перебував у резерві верховного командування.

### Перша світова війна
Із початком Першої світової війни призначений командувачем Ельзаської армії, яка діяла в Ельзасі. Армія брала участь в Лотаринзькій операції та битві біля Мюльгаузена. Після битви на Марні армія була розформована а її частини були направлені на інші ділянки фронту.
Із вересня 1914 року — французький військовий представник при королю Бельгії Альберту I. У лютому-квітні 1915 року — голова французької військової місії на Балканах. Із листопада 1915 року — голова французької військової місії при російській Ставці Верховного Головнокомандувача. Із липня 1918 року — член французької військової місії в Австралії.

### Після війни
У післявоєнний час до 1932 року був президентом французького Червоного Хреста. Із 1920 року очолював Лігу ветеранів війни.

## Нагороди
Кавалер ордена Почесного легіону та російського ордена Святого Георгія 4-го ступеня.